# Vi
vi (съкращение от английската дума „visual“, „визуално“) е редактор на обикновен текст в Unix среда. За разлика от повечето текстови редактори, той се характеризира с отделен режим на редактиране от режима на писане. Първата му версия е написана в Бъркли (като част от BSD) от Бил Джой през 1976 г. По-късно се появяват много версии. Най-често се среща Vim (кратко за Vi IMproved – vi enhanced).
Първоначалният код за vi е написан от Бил Джой през 1976 като визуален режим за линеен редактор, наречен ex, който Джой и Чък Хейли (Chuck Haley) са написали преди това. Линейният редактор (на английски: line editor) е текстов редактор, при който всяка команда за редактиране се прилага към един или повече пълен ред текст; оттам идва и името на редактора – line – ред; на български широко разпространен е терминът „линеен редактор“, който е не съвсем точен превод, описващ този вид редактори. ex 1.1 на Бил Джой е пуснат като част от първото издание на Unix софтуерната дистрибуция на Бъркли (BSD) през март 1978. Редакторът е инсталиран под името vi чак във версия 2.0 на ex, излязла като част от втората дистрибуция BSD през май 1979, с което име е известен.